# IKEA
IKEA (ИКЕА) — основанная в Швеции нидерландская производственно-рознично торговая группа, одна из крупнейших в мире торговых сетей по продаже мебели и товаров для дома. Юридическое название — Ingka. Основана Ингваром Кампрадом в 1943 году.
По состоянию на март 2021 года IKEA насчитывала 422 магазина в 50 странах с оборотом в 29 млрд долларов по итогам 2023 года. Все магазины IKEA работают под франшизой IKEA Systems B.V, которая отвечает за брендинг, дизайн, производство и поставки. Ingka Group управляет большинством магазинов IKEA и выплачивает роялти Inter IKEA Systems B.V. Некоторые магазины IKEA работают как самостоятельные франшизы.

## История
Компания имеет шведские корни и поддерживает имидж шведской компании во всех маркетинговых коммуникациях. Основана в 1943 году в Швеции Ингваром Кампрадом.
Кампрад начал торговать, когда ему исполнилось 5 лет, когда купил спички оптом в Стокгольме и продал их в своей небольшой деревне в розницу; впоследствии разносил товары лично и посылал их по почте, тогда это были ручки, карандаши, кошельки, рамки. В 1948 году в ассортименте впервые появилась мебель, а уже в 1958 году открылся первый магазин ИКЕА в Швеции. Сеть магазинов стала разрастаться, в 1963 году ИКЕА вышла на международный рынок, начав с Норвегии.
Название «IKEA» является акронимом, и расшифровывается как «Ingvar Kamprad Elmtaryd Agunnaryd», то есть имя и фамилия основателя и название фермы Эльмтарюд в пригороде Агуннарюд, где он родился.

### Продажа торговой марки
1 января 2012 года IKEA осуществила внутреннюю перепродажу своего бренда за $11,2 млрд, причём продавцом выступила зарегистрированная в Лихтенштейне компания Interogo, подконтрольная Кампраду, а покупателем — дочерняя компания самой IKEA, голландская Ikea Systems. Целью сделки была названа «консолидация и упрощение структуры бизнес-группы», в прессе высказывались мнения, что значение сделки в том, что теперь торговая марка IKEA имеет вполне определённую стоимость. По версии Forbes, продажа бренда лихтенштейнской фирмой голландской компании по рыночной цене в данный момент была выгодна IKEA: оптовая торговля управляется из Швейцарии, а касса и управляющая компания расположены в Бельгии, в обеих странах налогообложение очень выгодное.
Современная структура этой компании создана в 1982 году, основная цель, со слов Кампрада, — обезопасить фирму от раздробления или перепродажи последующими поколениями владельцев.

### Открытие первого магазина в каждой локации
- 1958,  Швеция
- 1963,  Норвегия
- 1969,  Дания
- 1973,  Швейцария
- 1974,  Германия,  Япония (деятельность прекращена в 1986 г., вновь открыта в 2006 г.)
- 1975,  Австралия,  Гонконг (Тогда Британский Гонконг)
- 1976,  Канада
- 1977,  Австрия
- 1978,  Нидерланды,  Сингапур
- 1980,  Испания
- 1981,  Франция,  Исландия
- 1983,  Саудовская Аравия
- 1984,  Бельгия,  Кувейт
- 1985,  США
- 1987,  Великобритания
- 1989,  Италия
- 1990,  Венгрия,  Польша
- 1991,  Чехия (тогда часть Чехословакии),  Сербия (тогда часть Югославии),  Объединенные Арабские Эмираты
- 1992,  Словакия (тогда часть Чехословакии)
- 1994,  Тайвань
- 1996,  Финляндия,  Малайзия
- 1998,  Китай
- 2000,  Россия (прекращает деятельность в 2022 году[14])
- 2001,  Греция,  Израиль
- 2004,  Португалия
- 2005,  Турция
- 2007,   Кипр,  Румыния
- 2008,  Ирландия
- 2010,  Доминиканская Республика
- 2011,  Болгария,  Таиланд
- 2012,  Макао
- 2013,  Литва,  Пуэрто-Рико,  Египет,  Катар
- 2014,  Хорватия,  Индонезия,  Иордания,  Южная Корея
- 2016,  Марокко
- 2017,  Сербия
- 2018,  Бахрейн,  Индия,  Латвия
- 2019,  Эстония
- 2020,  Украина
- 2021,  Мексика,  Филиппины,  Словения
- 2022,  Чили,  Оман
- 2023,  Колумбия

## Собственники и руководство

Страны, в которых находятся магазины IKEA:
Страны, в которых находятся магазины IKEA
Страны, в которых планируется открыть магазины IKEA
Закрытые магазины

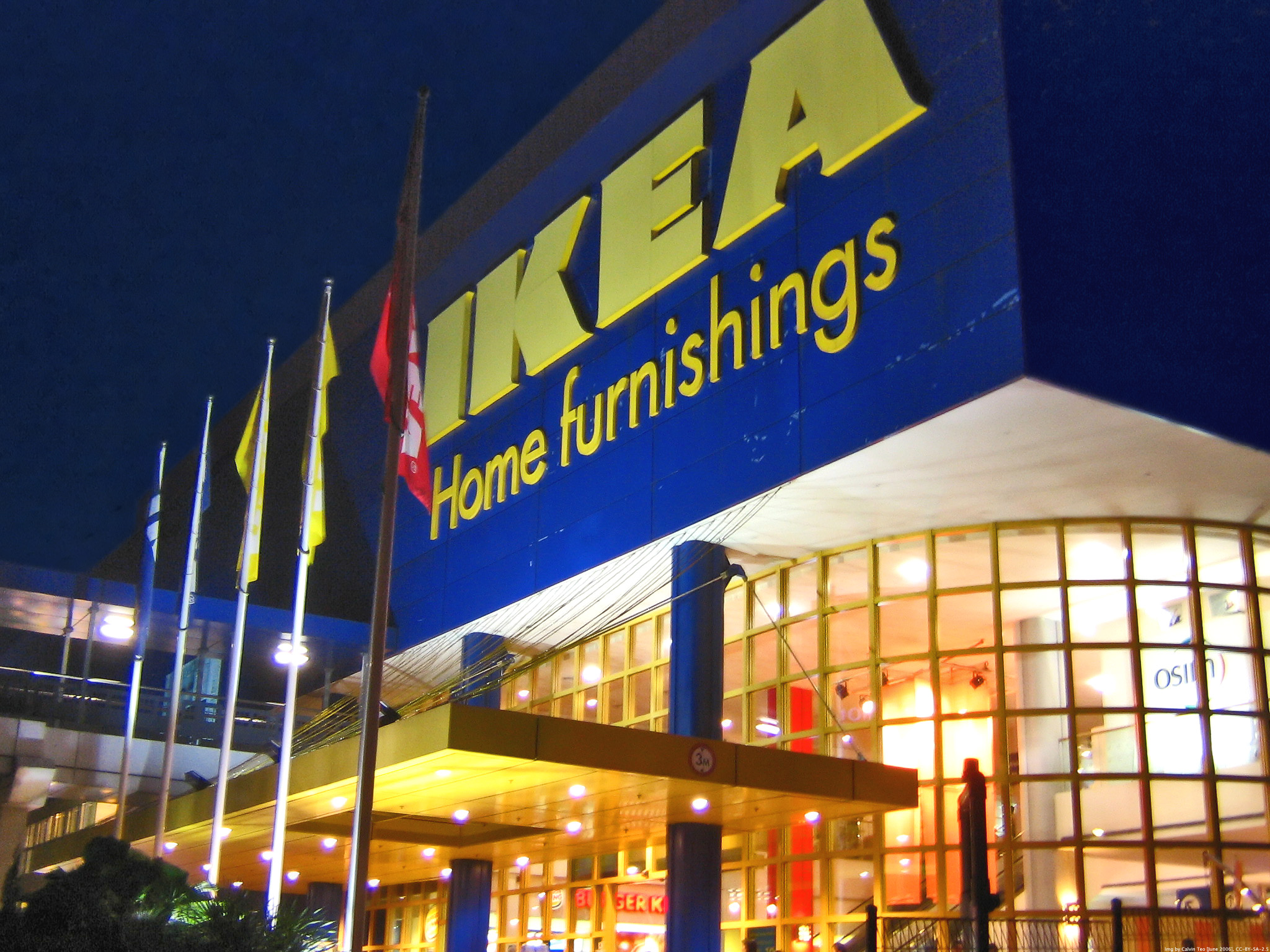
Магазин IKEA в Сингапуре

IKEA принадлежит нидерландскому фонду Stichting INGKA Foundation (головная компания группы — голландская Ingka Holding B. V.).
Президент компании — Микаель Ольссон (Mikael Ohlsson). В списке богатейших людей мира, составленном журналом Forbes на 2008 год, основатель и совладелец IKEA Ингвар Кампрад (1926—2018) занимал седьмое место с состоянием $31 млрд.
До 24 мая 2017 генеральным директором компании являлся Петер Агнефьель. После него этот пост занял Еспер Бродин.

## Деятельность
Компания IKEA занимается дизайном и реализацией мебели и сопутствующих товаров для дома, рассчитанных на массового потребителя. Концепция мебели ИКЕА состоит в том, что большую часть мебельного ассортимента покупатели собирают дома самостоятельно, также товары перевозятся в плоских коробках, тем самым снижаются затраты на логистику и сервис, что ведёт к более низкой стоимости товаров.
Сеть торговых центров компании насчитывала 231 магазин в 24 странах мира (на конец 2008 года), по большей части в Европе; 273 магазина в 25 странах мира (май 2010); с учётом магазинов, открытых на основе франчайзинга, сеть состоит из 325 магазинов в 41 стране мира (2013).
По состоянию на конец 2022 года общее число сотрудников IKEA — 231 000. Общие продажи за 2023 финансовый год составили — €29 млрд.
С октября 2014 года IKEA начала продавать в своих магазинах в Швеции страховые полисы одного из видов личного страхования — страхования по беременности и родам[значимость факта?].
В феврале 2016 года компания запустила продажу мебели с беспроводной зарядкой[значимость факта?].

### Названия продуктов
Названия продуктов компании состоят из одного слова. Большинство названий — шведского происхождения. Хотя есть несколько заметных исключений, основная часть продукции названа в соответствии со специально разработанной системой:
| Категория                                                                      | Название                                                                                         | Пример     |
| ------------------------------------------------------------------------------ | ------------------------------------------------------------------------------------------------ | ---------- |
| Мягкая мебель, журнальные столы, плетёная мебель, книжные полки, дверные ручки | Шведские названия                                                                                | Клиппан    |
| Кровати, шкафы, мебель для прихожих                                            | Норвежские топонимы                                                                              | Чусиг      |
| Обеденные столы и стулья                                                       | Финляндские топонимы                                                                             | Мельторп   |
| Книжные шкафы                                                                  | Профессии                                                                                        | Бергсбу    |
| Предметы для ванной комнаты                                                    | Названия скандинавских озёр, рек и заливов                                                       | Грундталь  |
| Кухни                                                                          |                                                                                                  | Тидахольм  |
| Стулья, столы                                                                  | Мужские имена                                                                                    | Юлес       |
| Текстиль, шторы                                                                | Женские имена                                                                                    | Гунилла    |
| Садовая мебель                                                                 | Названия шведских островов                                                                       | Бромма     |
| Ковры                                                                          | Датские топонимы                                                                                 | Альвине    |
| Освещение                                                                      | Музыкальные, химические и метеорологические термины, меры веса, названия дней, месяцев и сезонов | Юсос Увос  |
| Постельное бельё, покрывала, подушки                                           | Названия цветов, растений и драгоценных камней                                                   | Мюскмальва |
| Предметы для детей                                                             | Названия млекопитающих, птиц и прилагательные                                                    | Титта Фолк |

### Каталог IKEA
Поскольку Эльмхульт, где была основана компания ИКЕА, находится в удалённой части Швеции, достучаться до потенциальных покупателей в больших городах было непросто. Поэтому в 1951 году у компании появился каталог, и Ингвар решил продавать мебель ИКЕА по низким ценам.

Российский каталог IKEA 2008 для Москвы, Санкт-Петербурга и Екатеринбурга

Компания регулярно издаёт каталог товаров, представленных в её магазинах, распространяемый бесплатно. Тираж каталога за 2008 год составил 200 миллионов экземпляров каталога в 52 изданиях на 27 языках.
Работу над каталогом осуществляет занимающая почти треть площади стандартного магазина IKEA собственная фотостудия компании, в штате которой на 2012 год находилось почти 300 человек. Подготовка каталога занимает до девяти месяцев. С 2012 года IKEA с целью экономии решила частично заменить фотографии интерьеров и мебели в каталоге 3D-визуализациями.

### IKEA в России

Мега-Ростов-на-Дону

Первый российский гипермаркет IKEA открылся 22 марта 2000 года в подмосковных Химках. Стоимость инвестиционного проекта составила $100 млн, а в декабре 2001 год второй магазин в Москве. В июле 2002 года компания открыла свою первую фабрику в Тихвине (Ленинградская обл.), а в декабре 2003 года первый магазин IKEA за пределами московского региона — в Санкт-Петербурге. В декабре 2002 года IKEA открыла первый торгово-развлекательный центр (ТРЦ) «МЕГА». На 1 сентября 2020 года в России было семнадцать магазинов сети (в том числе пять в Москве, два в Санкт-Петербурге и по одному в Екатеринбурге, Казани, Краснодаре, Нижнем Новгороде, Новосибирске, Омске, Ростове-на-Дону, Самаре, Уфе и Тюмени).
IKEA также принадлежали мебельная фабрика, лесопильный цех и цех склейки в Ленинградской области, лесопильное производство и мебельная фабрика в Московской области. Многие товары поставлялись местными производителями. В 2016 году была открыта крупнейшая мебельная фабрика в России в Подберезье.
После начала военного вторжения России на Украину, 4 марта 2022 года компания приостановила работу в стране, по сообщению в заявлении, до 31 августа , в июне 2023 года продала центральный офис IKEA в России, компании «КЛС-Химки», а в сентябре сеть торговых центров МЕГА Газпромбанку.
Летом 2023 года IKEA Systems B.V подала четыре заявки в российское ведомство на регистрацию товарных знаков IKEA и ИКЕА, включая два варианта изображения. Роспатент в начале февраля 2024 года зарегистрировал товарный знак IKEA по одной из заявок с датой истечения срока действия исключительного права 1 августа 2033 года.
В ноябре 2024 года Ingka Group продала последний актив IKEA в России, не вошедший в сделку с Газпромбанком, – склад площадью 180 тыс. м² в Подмосковье. Покупатель – бизнесмен Роберт Узилов. Стоимость актива эксперты оценивают в 16-18 млрд рублей.

### IKEA и коррупция в России

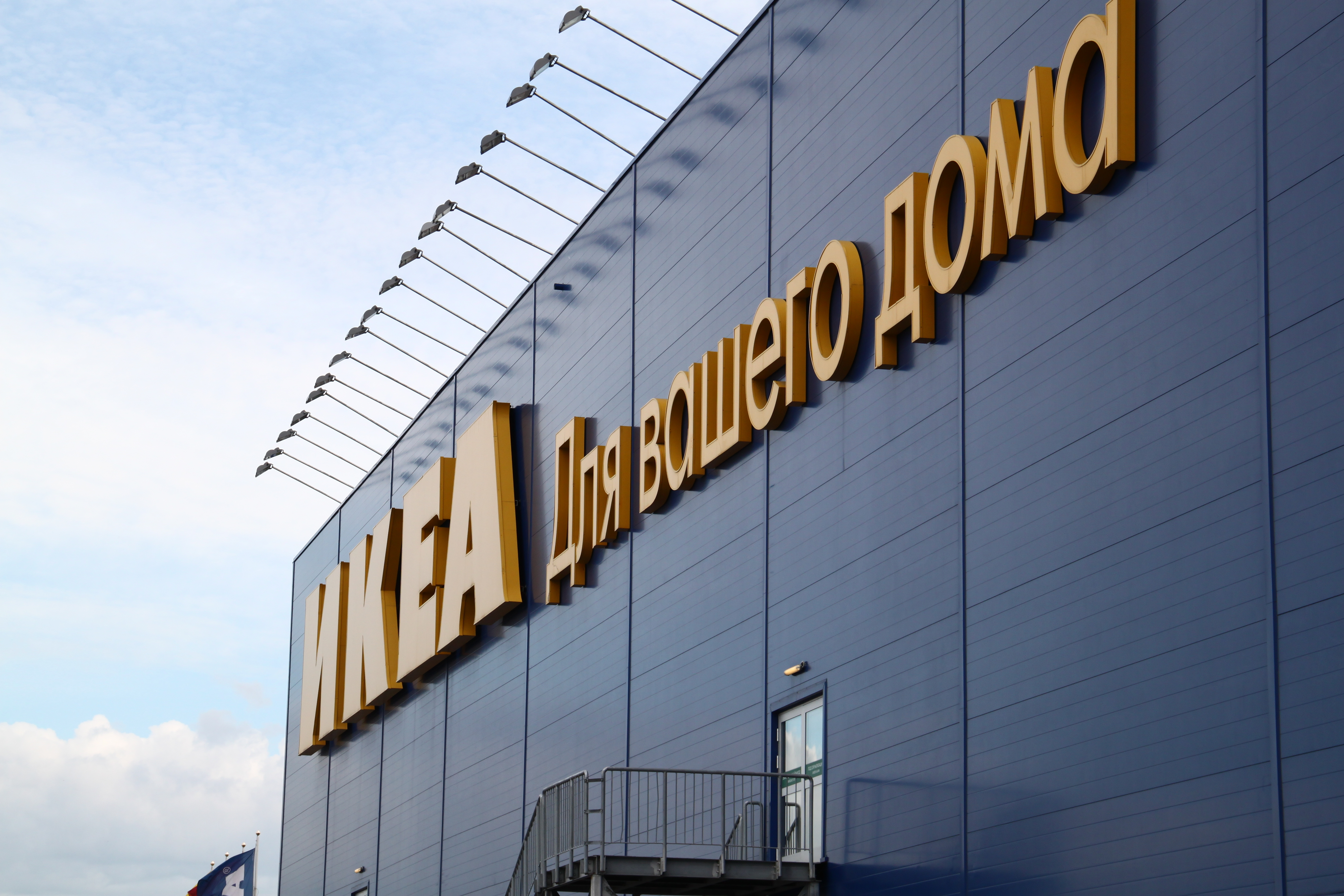
Магазин ИКЕА в Новосибирске

Компания IKEA, по собственной информации, принципиально не дающая взяток чиновникам, в России не раз сталкивалась с административными препятствиями, затягивающими открытие магазинов.
В частности, из-за претензий контролирующих органов с ноября 2007 года откладывалось открытие торгового комплекса «Мега-Самара» (все препятствия были преодолены, и комплекс был открыт осенью 2011 года). Ранее, для того чтобы открыть вторую в России «Мегу» в подмосковных Химках, компании пришлось построить транспортную развязку и пожертвовать 1 млн долларов США на детский спорт.
В Уфе строительство «Меги» велось с 2005 по 2011 годы с длительными остановками, которые были вызваны различными обстоятельствами: выяснялось, что под выделенной для застройки площадкой проходит секретный кабель связи, оказывалось, что на завершающей стадии строительства у иностранной фирмы-застройщика нет разрешения на строительство, то вдруг всё уперлось в оформление документов у надзорных органов. Ситуация была настолько неразрешима, что президенту Башкортостана Хамитову за содействием в её разрешении пришлось обращаться в правительство России, а заместитель министра минэкономразвития РФ С. Воскресенский был назначен ответственным за запуск магазинов IKEA в Уфе и Самаре.
По словам председателя Совета директоров «ИКЕА Россия» Леннарта Дальгрена самым рекордным в мире по быстроте было открытие магазина Икеа в Казани. В своей книге «Как я покорял Россию, а она — меня» он написал следующее:

Когда я вспоминаю Казань, я не могу отогнать от себя мысли о том, что вся Россия могла бы быть такой же активной, открытой и динамичной. Никаких препятствий или бюрократических проволочек не было и в помине. Почему в других регионах чиновники не делают все возможное, чтобы превратить Россию в самую привлекательную для инвестиций страну в мире?

В феврале 2010 года компанией было объявлено об увольнении директора IKEA по Центральной и Восточной Европе Пера Кауфмана и директора по недвижимости IKEA в России Стефана Гросса как допустивших, по официальной формулировке IKEA, «случаи терпимости по отношению к коррупционным действиям подрядчика». Топ-менеджеры закрыли глаза на тот факт, что один из подрядчиков на строительстве торгового комплекса «Мега» в Санкт-Петербурге давал взятки для обеспечения энергоснабжения объекта.
В декабре 2011 года стало известно о том, что гражданин Швеции, руководитель группы аренды «ИКЕА Мос (Торговля и недвижимость)» подозревается в покушении на мошенничество в особо крупном размере и коммерческом подкупе, сопряженном с вымогательством. В феврале 2011 года, по версии следствия, он и ещё двое граждан Турции вымогали у российского предпринимателя 6,5 млн рублей за предоставление в аренду торговых площадей в торгово-развлекательном центре «Мега Тёплый Стан». В июле 2012 года один из этих граждан Турции, Окан Юналан, был приговорён российским судом за покушение на коммерческий подкуп и вымогательство в особо крупном размере к пяти годам лишения свободы.

## IKEA Family
Проект IKEA Family был запущен для поощрения постоянных покупателей. Получение карты IKEA Family было бесплатным. Карта позволяла получить скидки на некоторые товары. Также давались скидки на покупку продуктов и в кафе. В России обладатель карты получал бесплатную чашку кофе или чая в будние дни в ресторане IKEA, исключением был — магазин городского формата в ТЦ «Авиапарк», где ресторана не было. В некоторых странах (в России в том числе) для владельцев карт выпускался каталог IKEA Family Live.
В России с 2010 года компания совместно с банком «Кредит Европа Банк» выпускала финансовые карты IKEA Family, которые являлись платёжным средством, ранее действовавшие только в магазинах IKEA.
В 2022 году «Икано-банк» сообщил о том, что карты IKEA Family и Mega Friends перестанут работать в России с 26 декабря 2022 года. Этот банк был создан в 2013 году компаниями Ikano group и Credit Europe Bank N.V. для развития потребительского кредитования в магазинах IKEA и торговых центрах «Мега». Пользователям карт было предложено погасить задолженности до 15 ноября 2022 года, либо воспользоваться предложением партнёра банка АО «Кредит Европа Банк» по рефинансированию. Новый кредитор получил права требования по договорам в период до 15 декабря 2022 года.

## Критика
В марте 2007 года произошёл конфликт между цыганской общиной Екатеринбурга и торговым центром IKEA из-за того, что на плакате о правилах пользования парковкой и подъездными путями было указано следующее: «Немедленно удаляются с территории торгового центра службой безопасности лица на скейтбордах, роликовых коньках, велосипедах, а также цыгане, лица без определённого места жительства, попрошайки, распространители листовок, хулиганы, различные неформальные компании». Руководство IKEA сняло плакат и принесло свои извинения, стороны пришли к примирению без обращения в суд.
В июне 2012 года IKEA вновь оказалась в центре аналогичного скандала: компанию обвинили в расизме в связи с запретом на въезд передвижным домам на территорию стоянки у магазина в пригороде Лондона. Сообщалось, что IKEA пошла на такие меры для того, чтобы воспрепятствовать цыганам разбить свой лагерь рядом с магазином.
В январе 2020 года IKEA добровольно согласилась выплатить $46 млн США семье двухлетнего мальчика Джозефа Дудека, которого в 2017 году насмерть придавило комодом производства компании серии Malm весом 32 кг, на который он пытался взобраться. В 2019 году Комиссия по безопасности потребительской продукции США заявила о четырёх случаях гибели детей в результате инцидентов с комодами Malm. После этого IKEA решила изъять эту серию комодов из продажи.
IKEA покупает лес в Беларуси. 7 % древесины, из которой изготавливается мебель IKEA, поступает из этой страны, где весь лес принадлежит государству. «IKEA обвиняется в финансировании террора белорусского президента Александра Лукашенко против политических оппонентов, её деньги способствуют поддержанию крайне деспотичного режима», ― говорит Анна Сундстрём, генеральный секретарь Международного центра Улофа Пальме.
В июне 2021 года французский филиал магазина приговорен к штрафу в 1 миллион евро за слежку за сотрудниками. А бывший гендиректор регионального Икеа Жан-Луи Бай приговорен к 2 годам тюрьмы условно и штрафу 50 тысяч евро. Скандал спровоцировала появление в 2012 году в прессе, что французский филиал мог пользоваться услугами частного охранного предприятия, чтобы получать личную информацию о своих сотрудниках, соискателях и даже клиентах компании.

## В массовой культуре
Когда-то мы зачитывались порнографией — теперь каталогами IKEA.
Оригинальный текст (англ.)We used to read pornography. Now it was the Horchow Collection.

- В саундтреке к фильму «Бойцовский клуб» есть композиция под названием «IKEA Man» («Человек ИКЕА»). В фильме главный герой рассказывает о том, что у него была мания обставлять свою квартиру мебелью и вещами, купленными в IKEA.
- В мультсериале «Футурама», в 4-м эпизоде 4-го сезона, есть пародия на компанию, под названием πKEA («ПиКЕА»).
- Разработчик и издатель компьютерных видеоигр Electronic Arts выпустила каталог для линейки игр The Sims 2 под названием «Идеи от IKEA» (англ. The Sims 2: IKEA Home Stuff)[49].
- Бельгийский режиссёр Реми Бельво (автор фильма «Человек кусает собаку») получил приз на Festival de film publicitaire de Méribel за рекламный ролик для фирмы IKEA.
- Похищение Ингвара Кампрада содержит кинолента «Харольд здесь».
- В видеоигре Grand Theft Auto IV есть шведская сеть магазинов «Krapea», что переводится в локализации от 1С как «Фигеа», хотя «crap» по-английски обозначает ругательное название фекалий.
- В игре «Höme Improvisåtion» представлен симулятор сборки корпусной мебели IKEA[50].
- В одной из рекламных кампаний бренда использовались фотографии со стилизованными под пиксельное изображение обнажёнными девушками. Изначально на этих фотографиях не было логотипа «IKEA» и его путали с рекламой бренда «LEGO».
- 30 июня 2016 года в шведском Эльмхульте — городе, где появился первый магазин IKEA, — открывается музей бренда. В экспозиции представлены не только самые популярные и известные товары бренда, но и неудачные дизайнерские решения[51].
- В научно-фантастической вселенной SCP Foundation присутствует аномальный объект SCP-3008, представляющий собой гипермаркет «IKEA» с бесконечным пространством внутри.Mortos. SCP-3008 // scp-wiki.wikidot.com. — 2023. — 21 November. — Дата обращения: 14.12.2024.